# Centrarthra brunnea
Centrarthra brunnea är en fjärilsart som beskrevs av W. Warren 1914. Centrarthra brunnea ingår i släktet Centrarthra och familjen nattflyn. Inga underarter finns listade i Catalogue of Life.